# Giacomo Leone
Giacomo Leone (Francavilla Fontana, 10 april 1971) is een voormalige Italiaanse atleet, die gespecialiseerd was in de marathon. Hij vertegenwoordigde zijn land bij verschillende grote internationale toernooien en wegwedstrijden. Hij genoot met name bekendheid wegens zijn overwinning bij de New York City Marathon in 1996. Ook nam hij eenmaal deel aan de Olympische Spelen en won bij die gelegenheid geen medailles.

## Biografie
In 1990 maakte Leone zijn internationale debuut bij de wereldkampioenschappen voor junioren in het Bulgaarse Plovdiv. Hij finishte hierbij als vijfde op de 20 km met een tijd van 1:03.01. In 1991 maakte hij zijn marathondebuut. Hij werd toen vijftiende op de universiade in Sheffield in 2:27.31. Het jaar erop verbeterde hij zijn persoonlijk record bijna een kwartier door bij de marathon van Capri zevende te worden in 2:14.49.
In 1996 behaalde Leone het grootste succes in zijn sportcarrière door de New York City Marathon te winnen. Hij finishte in 2:09.54 en bleef hierbij de Ethiopiër Tumo Turbo slechts vijftien seconden voor. Het jaar erop werd hij zowel zevende op het WK marathon als bij de Marathon Rotterdam.
Op de Olympische Spelen van 2000 in Sydney maakte Leone zijn olympisch debuut. Hij kwam uit op de marathon en finishte hierbij op een vijfde plaats in 2:12.14, twee minuten langzamer dan de Ethiopiër Gezahgne Abera, die de wedstrijd won in 2:10.11. Zijn persoonlijk record op deze afstand realiseerde hij een jaar later door de marathon van Otsu in 2:07.52 te lopen.
In zijn actieve tijd was Leone aangesloten bij G.S. Fiamme Oro in Rome.

## Persoonlijke records
Baan
| Onderdeel | Prestatie | Datum            | Plaats     |
| --------- | --------- | ---------------- | ---------- |
| 5000 m    | 13:47.90  | 1 juli 1995      | Cesenatico |
| 10.000 m  | 28.47,93  | 24 juni 1999     | Bologna    |
| 20.000 m  | 1:03.01   | 12 augustus 1990 | Plovdiv    |

Weg
| Onderdeel      | Prestatie | Datum            | Plaats     |
| -------------- | --------- | ---------------- | ---------- |
| 12 km          | 33.29     | 31 januari 2001  | Catania    |
| halve marathon | 1:01.10   | 23 februari 1997 | Ostia Lido |
| marathon       | 2:07.52   | 4 maart 2001     | Otsu       |

## Palmares

### 5000 m
- 1995:  Italiaanse kamp. in Cesenatico - 13.47,90

### 10.000 m
- 1998:  Rubiera in Regio Emilia - 29.15,3
- 1999: 4e Stadio Dall'ario in Bologna - 28.47,93

### 5 km
- 2007: 4e Corri Trieste - 14.19

### 10 km
- 1999:  Trofeo Avis in Lagonegro - onbekend
- 2000:  Trofeo Avis in Lagonegro - 28.58
- 2000:  Mazzarino - 30.45
- 2008: 5e Nike+ Human Race in Rome - 31.05

### 10 Eng. mijl
- 2000:  Dieci Miglia del Garda - 47.44

### 20 km
- 1990: 5e WK junioren - 1:03.01

### halve marathon
- 1992: 5e Italiaanse kamp. in Erba - 1:04.43
- 1995: 6e Italiaanse kamp. in Camaiore - 1:03.16
- 1995: 15e WK - 1:02.54
- 1996: 4e Italiaanse kamp. Vittorio Veneto - 1:03.51
- 1996: 9e WK - 1:02.48
- 1997:  halve marathon van Ostia - 1:01.10
- 1998:  Italiaanse kamp. in Foligno - 1:03.25
- 1998: 32e WK - 1:02.49
- 1999: 5e halve marathon van Busto Arsizio - 1:04.04
- 1999:  halve marathon van Parma - 1:03.09
- 1999: 36e WK - 1:04.00
- 2000:  halve marathon van Ostia - 1:01.29
- 2001:  halve marathon van Ferrara - 1:02.44
- 2002:  halve marathon van Cremona - 1:03.34
- 2003: 12e City-Pier-City Loop - 1:02.31
- 2004:  halve marathon van Rieti - 1:08.02
- 2006:  halve marathon van Rapallo - 1:06.07
- 2008:  halve marathon van Piacenza - 1:06.20
- 2008:  halve marathon van Latisana - 1:08.50

### marathon
- 1991: 15e Universiade in Sheffield - 2:27.31
- 1992: 7e marathon van Carpi - 2:14.49
- 1993: DNF Universiade in Buffalo
- 1995:  marathon van Venetië - 2:09.34
- 1996:  marathon van New York - 2:09.54
- 1997: 7e marathon van Rotterdam - 2:09.07
- 1997: 7e WK - 2:17.16
- 1998: 4e marathon van Tokio - 2:09.46
- 1998: DNF EK
- 1999: 6e marathon van Londen - 2:10.03
- 1999: 4e marathon van New York - 2:09.36
- 2000:  marathon van Rome - 2:08.41
- 2000: 5e OS - 2:12.14
- 2001:  marathon van Otsu - 2:07.52
- 2001: 11e WK - 2:17.54
- 2002: 6e marathon van Seoel - 2:14.02
- 2002:  marathon van Padova - 2:11.23
- 2005: 4e marathon van Florence - 2:18.04
- 2006:  marathon van Padova - 2:13.00
- 2006: DNF EK
- 2008:  marathon van Parabita - 2:17.04

### veldlopen
- 2000: 4e Italiaanse kamp. in Rome - 37.10,5

- World Athletics: 14200641
- Union List of Artist Names: 500252203
- Virtual International Authority File: 173780982